# NGC 786
NGC 786 est une galaxie spirale située dans la constellation du Bélier. NGC 786 a été découverte par l'astronome prussien Heinrich d'Arrest en 1865.

## Caractéristiques
Sa vitesse par rapport au fond diffus cosmologique est de 4 196 ± 19 km/s, ce qui correspond à une distance de Hubble de 61,9 ± 4,3 Mpc (∼202 millions d'al).
NGC 786 présente une large raie HI.